# Герб Саранска
Герб городского округа Сара́нск Республики Мордовия Российской Федерации — официальный символ муниципального образования, составленный по правилам геральдики с учётом сохранения основных элементов герба Саранска, утверждённого в 1781 году, и отражающий исторические, культурные, национальные и иные местные традиции.
Действующий герб утверждён 29 июня 2004 года и внесён в Государственный геральдический регистр Российской Федерации с присвоением регистрационного номера 1816.

## Описание
Геральдическое описание герба муниципального образования гласит:

В серебряном поле красная (червлёная) лиса с серебряными глазами, над которой три красных (червлёных) стрелы друг возле друга в столб наконечниками вниз.— Решение Саранского городского Совета депутатов от 28 февраля 2005 года № 121

## Символика
Точное значение символов герба 1781 года, на основании которого составлен действующий герб города Саранска, остаётся неизвестным. По мнению О. Рево его композиция могла символизировать «основное занятие местных жителей — охоту на пушного зверя». Подобное толкование также приводится в ряде других источников.
Фигура лисицы встречается в дореволюционных гербах ещё 6 городов — Зашиверска, Мезени, Мстиславля, Сергиевска, Сургута и Тотьмы. В «Словаре международной символики и эмблематики» В. В. Похлёбкина указано, что большинство из них «принадлежали к землям угро-финских народов, для которых одним из главных объектов охотничьего промысла были разного рода лисы». Соответствующее занятие было отражено в древней национальной символике этих народов, а в конце XVIII века нашло воплощение «в виде эмблем городской геральдики в тех же регионах».
На современном этапе «образ красной лисы» широко используется в качестве символа Саранска и является исторической составляющей социокультурного имиджа столицы Мордовии.

## История
Исторический герб Саранска предположительно создан в конце 1720-х годов. Его описание имеется в списке городских гербов, сочинительство которых приписывается графу Ф. М. Санти, назначенному на должность товарища герольдмейстера («составителя гербов») в 1722 году по указу Петра I.
15 (26) сентября 1780 года, в соответствии с указом Екатерины II, было образовано Пензенское наместничество, и вошедший в его состав Саранск получил статус уездного города. Поскольку некоторые города, приписанные к новообразованному наместничеству, на тот момент ещё не имели собственных гербов, Правительствующий сенат поручил их составление действительному статскому советнику А. А. Волкову, исправлявшему должность герольдмейстера в департаменте Герольдии при Сенате. Собранные «кои уже были прежде», а также вновь сочинённые Волковым гербы городов Пензенского наместничества, после рассмотрения их Сенатом, были представлены на Высочайшую конфирмацию Екатерине II и 28 мая (8 июня) 1781 года Высочайше утверждены императрицей. Согласно принятому Указу герб Саранска, отмеченный в тексте как «старый», имел следующее описание:

Въ серебряномъ полѣ красная лисица и три стрѣлы.— Высочайше утверждённый доклад Сената «О утверждении гербов городам Пензенского наместничества»

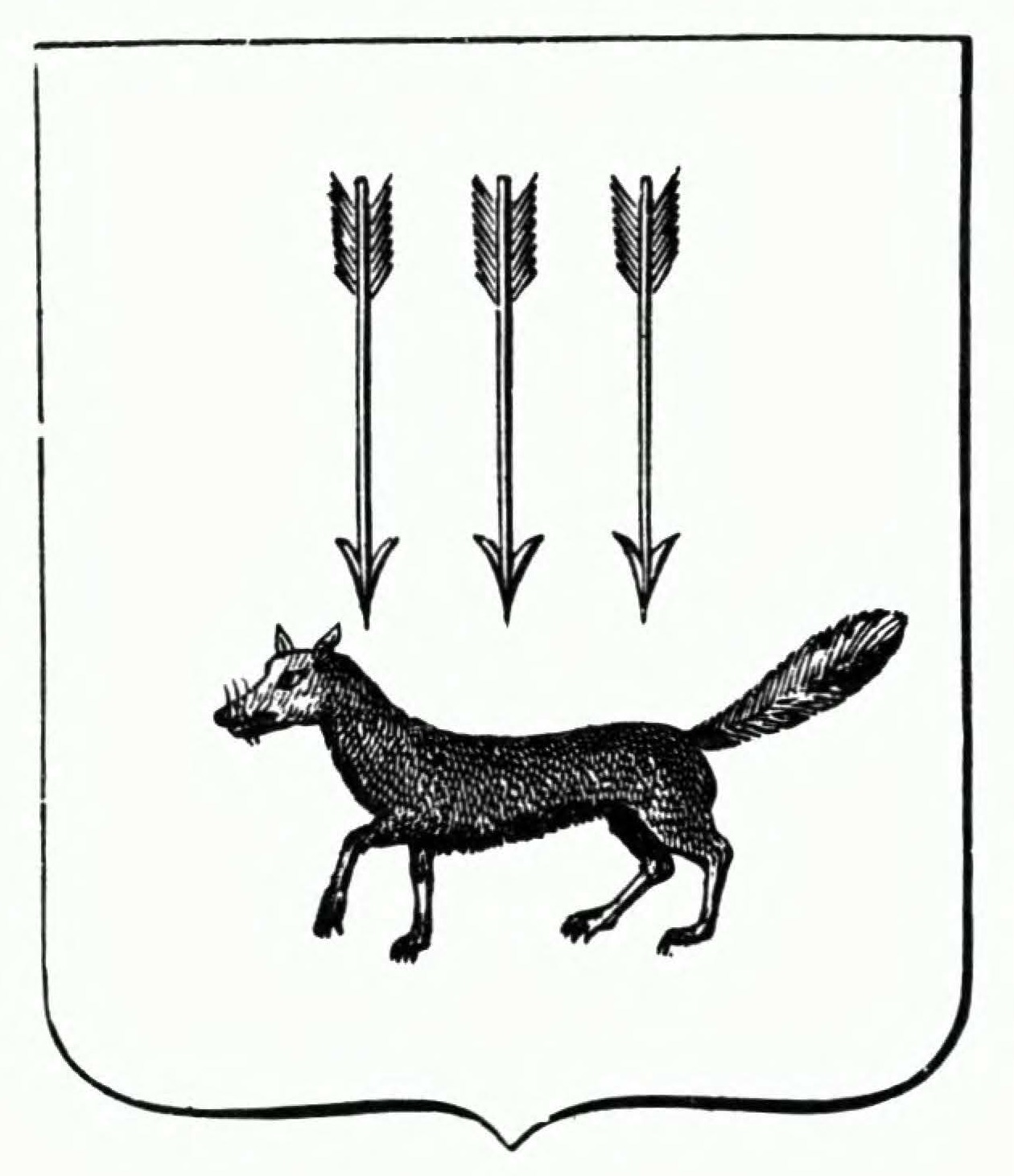
Исторический герб Саранска (1781 год) из гербовника Винклера

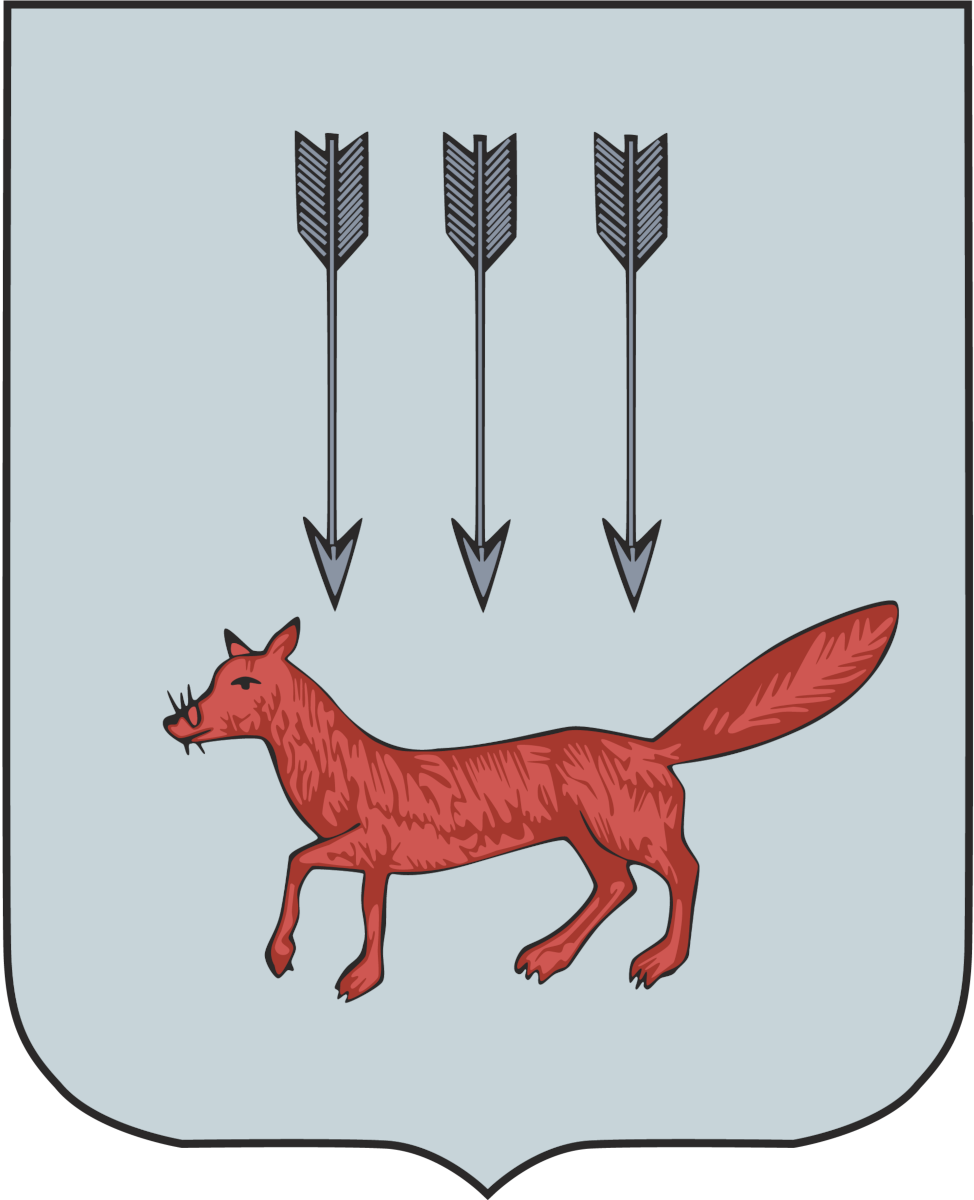
Исторический герб Саранска (современная раскрашенная версия)

Рисунок этого герба был включён в первое издание Полного собрания законов Российской империи (1830), а в 1899 году — в гербовник Винклера. В 1995 году его изображение вошло в состав современного Государственного герба Республики Мордовия.

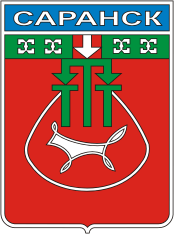
Советский герб Саранска (1967—1994 гг.)

В 1861 году, в период геральдической реформы Кёне, появился проект герба города Саранска Пензенской губернии (официально не утверждён). Он представлял собой щит, в серебряном поле которого было помещено изображение червлёной с чёрными глазами и языком лисицы, сопровождаемой вверху тремя чёрными стрелами. В вольной части располагался губернский герб. Щит венчала серебряная стенчатая корона о трёх зубцах и окружали золотые колосья, соединённые Александровской лентой.
18 апреля 1967 года принят новый герб Саранска, составленный В. Н. Любавцевым на основе исторического герба. Автор заменил серебряный щит червлёным, а фигуру лисы — стилизованным изображением лампы накаливания (её спираль повторяла очертания силуэта этого животного). Помещённые над лампой стрелы «имели голубой цвет и были изображены в виде проводников тока». По замыслу художника упомянутые символы напоминали о том, что Саранск «является крупным центром свето- и электротехнической промышленности»; голубой (лазоревый) и красный (червлёный) цвета, соответствовавшие цветам Флага РСФСР, подчёркивали принадлежность города к России; элементы национального орнамента указывали на статус Саранска как административного центра Мордовской АССР.
Е. А. Манжурин отмечает, что герб 1967 года представлял собой «попытку максимально использовать традиционную иконографию, адаптируя
её к советскому контексту лишь путём изобретения дополнительного уровня значения символа».

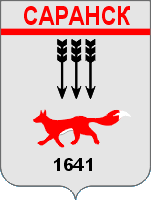
Герб Саранска
(1994—2005 гг.)

10 июня 1994 года постановлением главы администрации Саранска Ю. И. Рыбина фактически был восстановлен прежний, исторический герб города, а решение исполкома Саранского городского Совета депутатов трудящихся от 18 апреля 1967 года «О гербе Саранска» признано утратившим силу. Новый герб несколько отличался от своего прототипа и выглядел следующим образом:

В серебряном щите бегущая червлёная лисица, сопровождаемая вверху тремя чёрными стрелами, а внизу чёрными же цифрами 1641. В серебряной вершине щита, отделённой узким червлёным повышенным поясом, название города червленью— «Гербы городов России»
29 июня 2004 года Саранский городской совет депутатов утвердил Положение о гербе города. Описание герба в Положении гласило:

Герб г. Саранска представляет собой геральдический щит серебряного цвета с изображением бегущей лисы красного цвета, расположенным под тремя вертикально направленными вниз стрелами. В верхней части геральдического щита помещается прямоугольное поле, отделенное от основного поля красной полосой, на котором буквами красного цвета выполнена надпись «Саранск». В нижней части геральдического щита, под изображением бегущей лисы, расположено число 1641, обозначающее год основания г. Саранска.— Решение Саранского городского Совета депутатов от 29 июня 2004 года № 44
27 декабря 2004 года Геральдический совет при Президенте Российской Федерации, проводивший экспертизу данного герба, вынес решение о его несоответствии необходимым требованиям, так как «герб Саранска составлен на основании исторического герба», а «надписи „Саранск“, „1641“, серебряные грудь, брюхо и кончик хвоста лисицы, стрелы — являются отступлениями от истории».
28 февраля 2005 года, следуя рекомендациям Геральдического совета, городской совет депутатов утвердил новые, действующие ныне, описание герба и его графическое изображение в одноцветном и многоцветном вариантах. В откорректированном изображении официального символа Саранска были убраны глава с надписью «Саранск» и цифры 1641, цвет фигур лисы и стрел изменён на червлёный.
В связи с наделением города Саранска статусом городского округа и принятием его Устава, решением Совета депутатов городского округа Саранск от 17 марта 2006 года № 204 был внесён ряд соответствующих поправок в решение от 29 июня 2004 года № 44 и утверждённое им Положение о гербе.